# Brycinus lateralis
Brycinus lateralis е вид лъчеперка от семейство Alestidae. Видът не е застрашен от изчезване.

## Разпространение
Разпространен е в Ангола, Ботсвана, Демократична република Конго, Замбия, Зимбабве, Малави, Мозамбик, Намибия и Южна Африка.

## Описание
На дължина достигат до 14 cm.